# Mercuri Urval International
Die Mercuri Urval AB ist eine internationale Personal- und Managementberatung, die 1967 in Schweden gegründet wurde. Heute beschäftigt das Unternehmen in 25 Ländern mehr als 700 Mitarbeiter in weltweit 86 Büros.
Schwerpunkt der Tätigkeit ist die Suche, die Auswahl und die Entwicklung von Personal. Bei der Personalrekrutierung bedient sich Mercuri Urval einer eigenen Datenbank, der medialen Suche, des E-Recruiting und der Direktsuche.
Bei der Personalauswahl und bei der Personalentwicklung nutzt Mercuri Urval vor allem die Potenzialanalyse, das Management Audit, sowie das Talentmanagement. Zum Leistungsspektrum gehören zudem Board and Executive Services, Business Transformation und Coaching. Mercuri Urval führt jährlich weltweit ca. 50.000 Potenzialanalysen durch.

## Beratungsansatz
Nach Auffassung des Firmengründers Hakan Eriksson sind die Persönlichkeitsmerkmale eines Menschen für seine beruflichen Einsatzmöglichkeiten und den Erfolg entscheidend. Eriksson entwickelte deshalb bereits in den sechziger Jahren des zwanzigsten Jahrhunderts eignungsdiagnostische Verfahren, mit deren Hilfe Persönlichkeitsmerkmale identifiziert und Potenziale im beruflichen Kontext prognostiziert werden können.
Die Übereinstimmung von Anforderungsprofil des Unternehmens und Persönlichkeitsprofil des Mitarbeiters sind dabei entscheidend für eine erfolgreiche Tätigkeit. Auf dieser Erkenntnis basiert auch die Philosophie des von Eriksson gegründeten Unternehmens. Mercuri Urval geht es darum, für den jeweiligen Menschen die zu seinen Stärken passende Einsatzmöglichkeit zu finden, um so den maximalen Arbeitserfolg zu ermöglichen.
Mercuri Urval war das erste Personalberatungsunternehmen, die sich entsprechend der Norm DIN 33430 für den Prozess der Eignungsdiagnostik zertifizieren ließ.
Mercuri Urval ist auch nach der ISO-Norm 10667-2 zertifiziert, dem weltweiten Standard für Qualitätsbewertung.
Im Jahr 2022 wurde das Mercuri Urval Research Institute gegründet, um die Basis der Arbeitsweise von Mercuri Urval als wissenschaftsbasiertes Executive-Search- und Leadership-Advisory-Unternehmen zu sichern und weiterzuentwickeln.
Im selben Jahr wurde MU laut Hunt Scanlon Media in das Top 40 Global Recruiting Ranking aufgenommen.

## Geschichte
Das Unternehmen wurde 1967 gegründet. Das Kerngeschäft von Mercuri Urval bestand darin, Kunden bei Einstellungs-, Beförderungs- und Entwicklungsentscheidungen zu beraten.
1974 expandierte Mercuri Urval auf den europäischen Markt und eröffnete Niederlassungen in Großbritannien und Dänemark.
In den 1980er und 1990er Jahren setzte das Unternehmen sein internationales Wachstum fort und eröffnete Niederlassungen in 14 weiteren Ländern, darunter Belgien und die Schweiz, sowie den ersten außereuropäischen Standort – die USA. Gleichzeitig begann Mercuri Urval, seinen Kunden eine Reihe von Dienstleistungen anzubieten, wie z. B. die Einführung von Talent & Leadership Advisory, Coaching, Kompetenzüberprüfungen und maßgeschneiderte Talentdienstleistungen.
Seit 2016 ist das Unternehmen im Besitz von Stiftelsen Mercuri Urval und Mitgesellschaftern.
Im Juni 2022 erhielt Mercuri Urval die Auszeichnung „Sweden's Best Managed Companies“, die von Deloitte in Zusammenarbeit mit dem Nasdaq gesponsert wird.

## Mercuri Urval in Deutschland
Seit 1975 ist Mercuri Urval in Deutschland vertreten. In den Büros in Hamburg, Berlin, Düsseldorf, Wiesbaden, Dresden und München sind ca. 120 Mitarbeiter beschäftigt. Geschäftsführer ist der Wirtschaftspsychologe Dr. Albert Nußbaum.
Über die Personalberatung hinaus bietet Mercuri Urval in Deutschland durch die Agentur advalueMEDIA als hundertprozentiges Tochterunternehmen auch Personalmarketing, Employer Branding und Rekrutierungsdienstleistungen an.

## Mercuri Urval in der Schweiz
In der Schweiz gibt es Büros in Bern, Luzern, Nyon und Zürich.

## Mercuri Urval in Österreich
Mercuri Urval ist in Österreich mit einem Büro in Wien vertreten.

## Mercuri Urval in den USA
Mercuri Urval ist seit 1981 in den USA präsent, und in den letzten Jahren konzentrierte sich das Unternehmen vor allem auf die Ostküste und die Betreuung seiner europäischen Kunden, die in den USA tätig sind.